# Pleurothallis tamaensis
Pleurothallis tamaensis är en orkidéart som beskrevs av Ernesto Foldats. Pleurothallis tamaensis ingår i släktet Pleurothallis och familjen orkidéer. Inga underarter finns listade i Catalogue of Life.